# Darqawiyya
De Darqawiyya-orde is een soefi-orde die in 1793 is opgericht door Abu Abdallah Larbi ben Said ben Ali ad-Darqawi, beter bekend onder de naam Mulay Larbi ad-Darqawi (1737 - 1823).
De leermeester van ad-Darqawi was Sidi Ali al-Jamal.
De orde is geënt op de Shadiliyya.
De orde speelde een belangrijke rol in de vroeg-19e-eeuwse Algerijnse politiek. De Darqawiyya muqaddam, Abd al-Qadir ibn as-Shariff leidde tussen 1803 en 1808 een opstand in Kabilië tegen het Ottomaanse gezag.
Zaouïa: 
- Zerhoun (Marokko)
- Jbel Dall
- Bni-Bu-Zeggu